# Гора Амундсена
Гора Амундсена — нунатак в Восточной Антарктиде, в западной части Земли Уилкса, у восточного борта выводного ледника Денмана под 67° 13' южной широты и 100° 44' восточной долготы.

## Описание
Высота 1445 м. Сложена протерозойскими породами. Ледниковая штриховка на вершине свидетельствует о большей мощности ледникового щита Антарктиды в прошлом. Открыта в декабре 1912 австралийской антарктической экспедицией. Название дал руководитель этой экспедиции Дуглас Моусон в честь норвежского полярного исследователя Руаля Амундсена.